# Cincinnati Open 2010

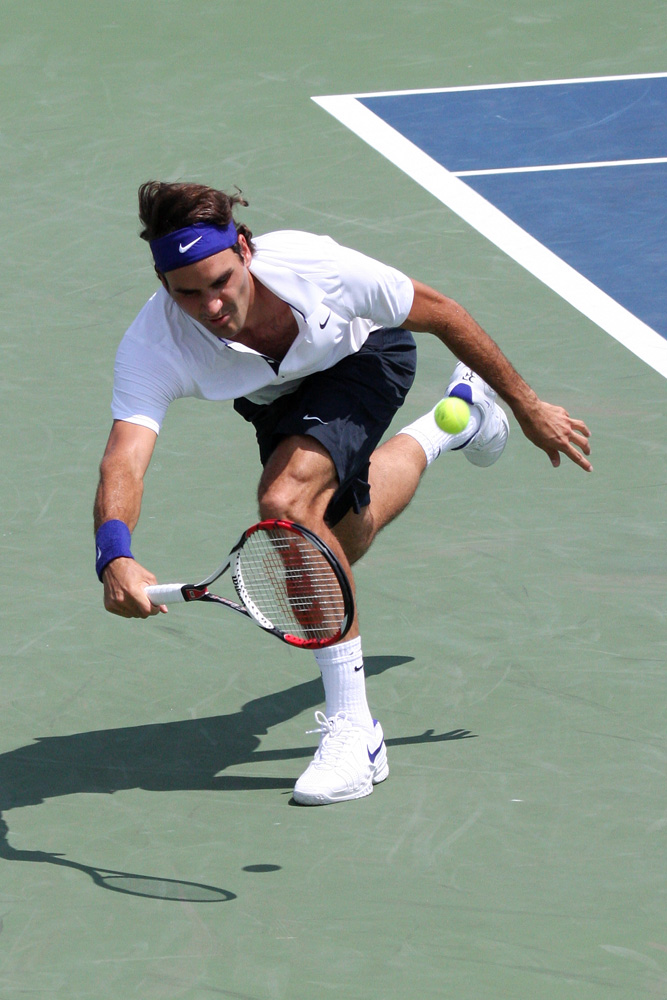
Il vincitore del torneo maschile Roger Federer.

Il Cincinnati Open 2010 (conosciuto anche come Western & Southern Financial Group Masters e Western & Southern Financial Group Women's Open per motivi di sponsorizzazione) è stato un torneo di tennis giocato sul cemento. Era la 109ª edizione del Cincinnati Masters, che faceva parte della categoria ATP Masters Series nell'ambito dell'ATP World Tour 2010, e della categoria Premier nell'ambito del WTA Tour 2010. Sia il torneo maschile che quello femminile si sono giocati al Lindner Family Tennis Center di Mason, vicino a Cincinnati, in Ohio negli USA. Il torneo femminile si è disputato dal 7 al 15 agosto, quello maschile fra il 14 e il 22 agosto 2010. Era il 3° evento femminile e il 5° evento maschile delle US Open Series 2010.

## Partecipanti WTA

### Teste di serie
| Giocatrice          | Nazionalità | Ranking* | Testa di serie |
| ------------------- | ----------- | -------- | -------------- |
| Jelena Janković     | Serbia      | 2        | 1              |
| Caroline Wozniacki  | Danimarca   | 3        | 2              |
| Elena Dement'eva    | Russia      | 6        | 3              |
| Kim Clijsters       | Belgio      | 7        | 4              |
| Francesca Schiavone | Italia      | 8        | 5              |
| Vera Zvonarëva      | Russia      | 9        | 6              |
| Agnieszka Radwańska | Polonia     | 10       | 7              |
| Li Na               | Cina        | 11       | 8              |
| Viktoryja Azaranka  | Bielorussia | 12       | 9              |
| Marija Šarapova     | Russia      | 13       | 10             |
| Flavia Pennetta     | Italia      | 15       | 11             |
| Yanina Wickmayer    | Belgio      | 16       | 12             |
| Shahar Peer         | Israele     | 17       | 13             |
| Aravane Rezaï       | Francia     | 18       | 14             |
| Nadia Petrova       | Russia      | 19       | 15             |
| Marion Bartoli      | Francia     | 20       | 16             |

* Le teste di serie sono basate sul ranking al 2 agosto 2010.

### Altre partecipanti
Le seguenti giocatrici hanno ricevuto una wild card per il tabellone principale:
- Jamie Hampton
- Christina McHale
- Coco Vandeweghe

Le seguenti giocatrici sono passate dalle qualificazioni:

- Akgul Amanmuradova
- Gréta Arn
- Sorana Cîrstea
- Kimiko Date Krumm
- Vera Duševina
- Bojana Jovanovski
- Vania King
- Alla Kudrjavceva
- Nuria Llagostera Vives
- Ayumi Morita
- Monica Niculescu
- Anastasija Rodionova

## Partecipanti ATP

### Teste di serie
| Giocatore         | Nazionalità | Ranking* | Testa di serie |
| ----------------- | ----------- | -------- | -------------- |
| Rafael Nadal      | Spagna      | 1        | 1              |
| Novak Đoković     | Serbia      | 2        | 2              |
| Roger Federer     | Svizzera    | 3        | 3              |
| Andy Murray       | Regno Unito | 4        | 4              |
| Robin Söderling   | Svezia      | 5        | 5              |
| Nikolaj Davydenko | Russia      | 6        | 6              |
| Tomáš Berdych     | Rep. Ceca   | 7        | 7              |
| Fernando Verdasco | Spagna      | 9        | 8              |
| Andy Roddick      | Stati Uniti | 11       | 9              |
| David Ferrer      | Spagna      | 12       | 10             |
| Marin Čilić       | Croazia     | 13       | 11             |
| Michail Južnyj    | Russia      | 14       | 12             |
| Jürgen Melzer     | Austria     | 15       | 13             |
| Nicolás Almagro   | Spagna      | 16       | 15             |
| Ivan Ljubičić     | Croazia     | 17       | 15             |
| Gaël Monfils      | Francia     | 18       | 16             |

* Le teste di serie sono basate sul ranking al 9 agosto 2010.

### Altri partecipanti
I seguenti giocatori hanno ricevuto una wild card per il tabellone principale:
- James Blake
- Mardy Fish
- Robby Ginepri
- Donald Young

I seguenti giocatori sono passati dalle qualificazioni:

- Benjamin Becker
- Taylor Dent
- Somdev Devvarman
- Alejandro Falla
- Santiago Giraldo
- Denis Istomin
- Florian Mayer

## Campioni

### Singolare femminile
Kim Clijsters ha battuto in finale  Marija Šarapova con il punteggio di 2–6, 7–6(4), 6–2

### Singolare maschile
Roger Federer ha battuto in finale  Mardy Fish con il punteggio di 6(5)–7, 7–6(1), 6–4

### Doppio femminile
Viktoryja Azaranka /  Marija Kirilenko hanno battuto in finale  Lisa Raymond /  Rennae Stubbs con il punteggio di 7–6(4), 7–6(8)

### Doppio maschile
Bob Bryan /  Mike Bryan hanno battuto in finale  Mahesh Bhupathi /  Maks Mirny con il punteggio di 6–3, 6–4